# Polyzonus similis
Polyzonus similis är en skalbaggsart som beskrevs av Cenek Podany 1980. Polyzonus similis ingår i släktet Polyzonus och familjen långhorningar. Inga underarter finns listade i Catalogue of Life.